# Drochtersen
Drochtersen (niederdeutsch Drochters) ist eine Gemeinde im niedersächsischen Landkreis Stade. Sie liegt südlich der Elbe, etwa 45 Kilometer nordwestlich von Hamburg und fast 50 km östlich von Cuxhaven. Die Gemeinde hat gut 11.000 Einwohner und umfasst große Teile des Südens von Kehdingen.

## Geografie

### Lage
Die Einheitsgemeinde grenzt mit der Elbinsel Krautsand auf etwa 15 km Länge an die Unterelbe. Im Süden grenzt sie an die zur Hansestadt Stade gehörende Ortschaft Bützfleth. Im Südwesten erstreckt sich als Hinterland das an die Samtgemeinde Oldendorf-Himmelpforten angrenzende Kehdinger Moor.

### Gemeindegliederung
Die Einheitsgemeinde Drochtersen hatte am 31. Dezember 2011 11.515 Einwohner und wird aus den fünf Ortsteilen Assel (3.605) (einschließlich Ritsch und Barnkrug), der Elbinsel Krautsand (495), Hüll (769) und Dornbusch (1.176) sowie dem Hauptort Drochtersen (5.470) gebildet (Stand: 2011).

## Geschichte
Drochtersen wurde erstmals 1287 erwähnt.

### Herkunft des Ortsnamens
Alte Bezeichnungen des Ortes sind im 12. Jahrhundert Drochterse, 1293 Drochtersen und 1351 Drogterssem. Der Name bildet sich aus dem Grundwort „-husen“, das bei Drochtersen in der verkürzten Form „-sen“ erscheint, im 14. Jahrhundert mit „-em“ oder „-um“, was eine Abschwächungsform von „-husen“ oder „-heim“ ist. Aufgrund der ältesten Belege ist nicht von einem Grundwort „-heim“ auszugehen. Der ähnlich klingende Personenname Druhtheri enthält altsächsisch „druht“ für „Schar“ und „hēri“ für „Heer, Kriegerschar“.

### Eingemeindungen
Am 1. April 1936 wurde der Krautsand eingemeindet.
Am 1. Juli 1972 wurden die Gemeinden Assel und Hüll eingegliedert.

## Religionen
In Drochtersen befinden sich die evangelisch-lutherische Kirche St. Johannis und Catharinen (Kirchenkreis Stade) und eine Neuapostolische Kirche.
Im Ortsteil Elbinsel Krautsand steht die ev.-luth. Kirche „Zum Guten Hirten“.
Die katholische Kapelle besteht nicht mehr. Sie wurde in den 1950er Jahren im Saal eines früheren Gasthauses eingerichtet. Heute gehören die Katholiken in Drochtersen zur Pfarrgemeinde Heilig Geist in Stade.

## Politik

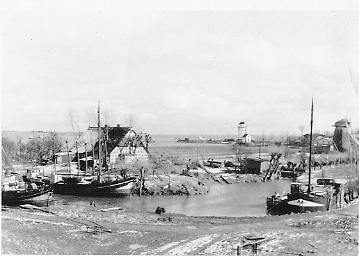
Der alte Hafen von Krautsand im Jahre 1951 mit dem Blick vom Zollhaus. Links das Schifferhaus, rechts der alte Leuchtturm und die Mühle.

### Gemeinderat
Der Gemeinderat der Gemeinde Drochtersen besteht aus 28 Mitgliedern.

Sie werden durch eine Kommunalwahl für fünf Jahre gewählt (aktuelle Amtszeit November 2021 bis Oktober 2026).

Der hauptamtliche Bürgermeister ist zudem stimmberechtigt. 
Die letzte Kommunalwahl vom 12. September 2021 ergab das folgende Ergebnis:
- CDU: 12 Sitze (44,52 %)
- SPD: 11 Sitze (37,50 %)
- Freie Wählergemeinschaft Drochtersen: 4 Sitze (15,40 %)
- Piraten: 1 Sitz (2,58 %)

### Bürgermeister
Seit dem 1. Juli 2015 ist Mike Eckhoff (parteilos) als Nachfolger von Hans-Wilhelm Bösch (CDU) direkt gewählter Bürgermeister; er wurde am 12. September 2021 wiedergewählt.
Der letzte Gemeindedirektor, Emil Frerichs, ging am 30. Juni 2007 in den Ruhestand.

### Wappen
Das Kommunalwappen der Gemeinde Drochtersen wurde am 5. März 1938 vom Oberpräsidenten der Provinz Hannover verliehen.
| Wappen von Drochtersen | Blasonierung: „In Silber (Weiß) zwei rote Stufensparren.“ |
| Wappen von Drochtersen | Wappenbegründung: Die Herkunft des Wappens ist nicht eindeutig zu belegen. Nach alten Kirchenunterlagen waren in Drochtersen im 14. Jahrhundert vier Familien ansässig. Eine Familie hat offensichtlich den Namen „von Drochtersen“ getragen. Nach Klemens Stadler gehörte dieser Ortsadel zur Ministerialität des Erzstiftes Bremen. In deren Wappen befand sich im Oberwappen ein kleiner Schild mit den beiden Stufensparren. Seit der Gebietsreform von 1972 gilt das Wappen auch für die neue Einheitsgemeinde Drochtersen. Die Gemeinden Hüll und Assel führten zu der Zeit kein Wappen. Inzwischen haben die Ortsteile Assel, Dornbusch und Krautsand eigene Wappen. |

### Flagge
|  | 00Hissflagge: „Die Flagge ist im Verhältnis 1:4:1 rot-weiß-rot quergestreift mit dem aufgelegten Wappen in der Mitte.“ |

### Städtepartnerschaften
Die Gemeinde Drochtersen übernahm beim Zusammenschluss mit Assel die seit 1972 bestehende Partnerschaft mit dem nordfranzösischen Ort Rosières-en-Santerre im Département Somme (Picardie).

## Kultur und Sehenswürdigkeiten

### Bauwerke
- Oberfeuer Krautsand  mit rot-weißen Stahlgitterturm bei Krautsand
- 42 m hoher Schrotturm in Barnkrug der Jagd-Schrot & Hagel-Fabrik Haendler & Natermann, früher zur Herstellung von Schrotkugeln.
- Heimatstube in Assel neben der Kirche; ein ländliches Museum, das das Leben von früher zeigt. Nebenan entsteht eine Erweiterung der Heimatstube. In der Jagemannstiftung, die von den Mitgliedern des Bürgervereins Assel ausgebaut wird, wird das Leben und Arbeiten von damals gezeigt.

### Sport
Fußball
Größter Fußballverein ist die SV Drochtersen/Assel (Fusion aus TV Germania Drochtersen und VTV Assel), welche 1977 gegründet wurde. Die erste Herren-Mannschaft belegte in der Saison 2014/2015 den 1. Platz der Fußball-Oberliga Niedersachsen und spielt seit der Saison 2015/2016 in der viertklassigen Fußball-Regionalliga Nord. Der Verein gewann 2016, 2018 und 2019 den Niedersachsenpokal und qualifizierte sich daraufhin jeweils für den DFB-Pokal in der Saison danach.
Die Heimspiele werden im Kehdinger Stadion in Drochtersen ausgetragen (3000 Plätze davon 501 überdachte Sitzplätze, zwei Stehplatztribünen).
Handball
Seit 2005 besteht die Kooperation der Handballsparte des TV Germania Drochtersen mit der Handballsparte des TuSV Bützfleth aus dem Ort Bützfleth als HSG Bützfleth/Drochtersen.
Die Damenmannschaft spielt dabei in der Oberliga Nordsee und die Herrenmannschaft in der Landesliga Nord.
Weitere Vereine
- TV Germania Drochtersen
- VTV Assel
- SV Dornbusch

### Regelmäßige Veranstaltungen
Zur Krokusblüte ist Drochtersen ein Blütenmeer und feiert das Blütenfest. Zu diesem Fest findet ein Oldtimertreffen statt. Historische Pkw, Traktoren, Lkw, Motorräder und -roller finden sich zum Treffen ein.
Im Sommer fand bis 2013 am Elbstrand auf Krautsand ein Pferderennen ähnlich dem Duhner Wattrennen statt.
Im Herbst werden mit dem Einzug der Wildgänse die Wildgans-Tage in ganz Kehdingen durchgeführt. Im Ortsteil Dornbusch gibt es zu den Wildgans-Tagen spezielle Kultur-Events.
Jährlich findet im Sommer das Drochterser Schützenfest statt mit vielen Schützenvereinen der umliegenden Gemeinden.
Der Silvesterlauf führt jährlich im Wesentlichen rund 10 Kilometer entlang der Elbe.

### Literarische Aktivitäten
Im Raum Drochtersen, rund um die so genannte Deutsche Krimi-Straße, sind mehr als hundert Kriminalromane und Krimi-Drehbücher verfasst worden.

### Kunst
Im Ortsteil Hüll gab es den KunstRaum Hüll, eine öffentlich geförderte Privatinitiative mit Galerie und Bildungseinrichtung. Sie war überregional bekannt für ihre Ausstellungen und Konzerte moderner Künstler. Im Jahr 2010 musste der Trägerverein Insolvenz anmelden.

### Kulinarische Spezialitäten
Eine regionale Spezialität ist die „Kehdinger Hochzeitssuppe“, dabei wird zuerst klare Suppe mit Wurzeln und Fleischklößchen serviert und im Anschluss Reis mit Scheiben des gekochten Rinderbratens, dazu werden Rosinen oder auch Zwetschgen in Zimt gekocht und Meerrettichsauce gereicht. Diese beiden Gänge werden abwechselnd gegessen, bis man satt ist. „Kehdinger Klüten“ (Mehlklöße) werden zu Gänsebraten serviert.

## Wirtschaft und Infrastruktur

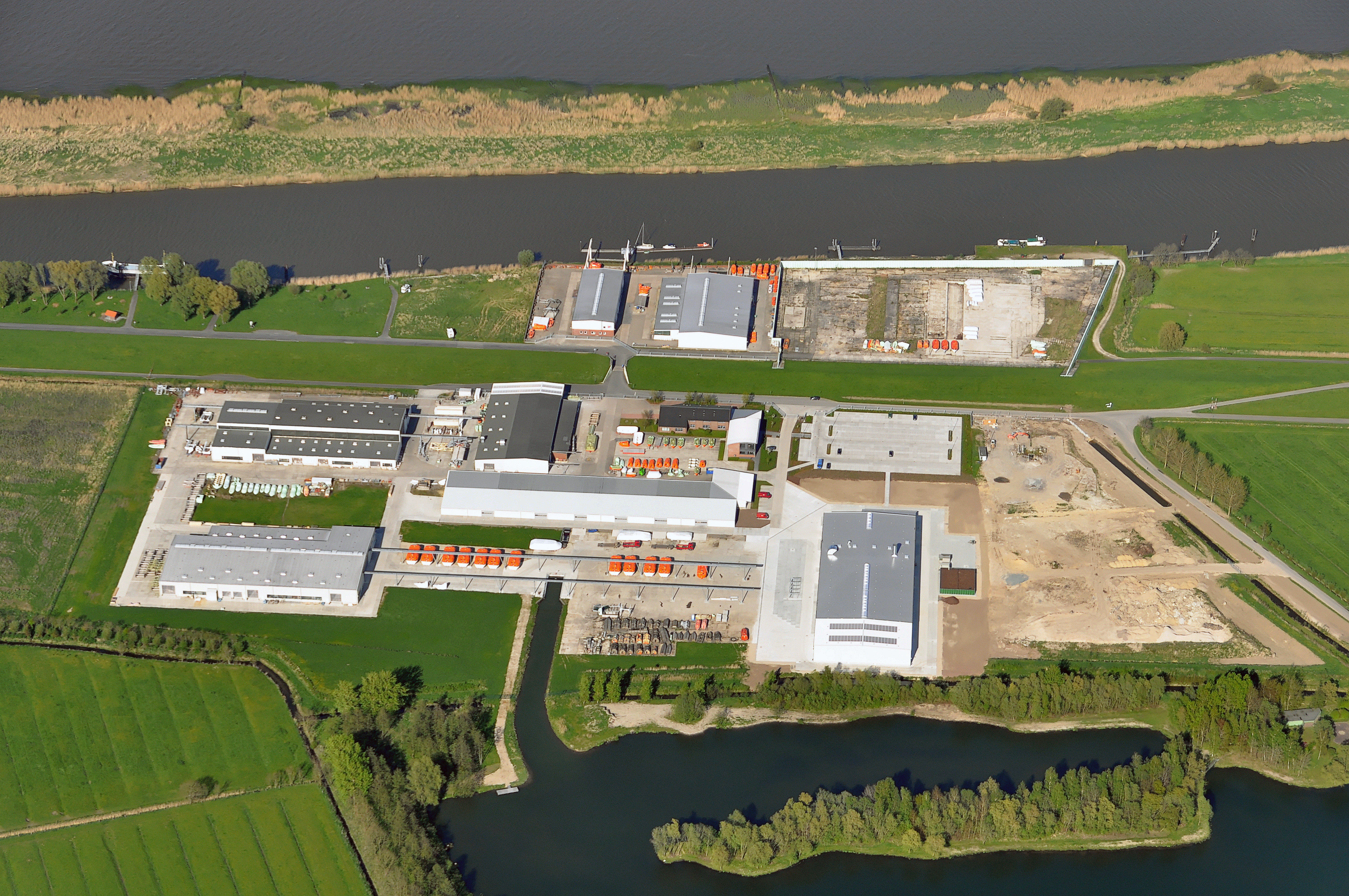
Hatecke GmbH

### Unternehmen
Die Drochterser Wirtschaft ist mittelständisch geprägt. Die meisten Unternehmen werden durch den Gewerbeverein Drochtersen e. V. vertreten. Der Verein setzt sich für die Stärkung der Regionalwirtschaft ein und plant die Einführung der Regionalwährung „Kehdinger“. Die Hateckewerft, ein Familienbetrieb, in dem hauptsächlich Rettungsboote gebaut und in die ganze Welt exportiert werden, bietet 380 Kehdingern Arbeit. Der größte Arbeitgeber in der Region Kehdingen ist die Dow Deutschland Anlagengesellschaft mbH, die rund 1500 Menschen und einigen hundert Angehörigen von Fremdfirmen Arbeit bietet.

### Medien
Das Stader Tageblatt erscheint mit Südkehdinger Lokalteil.

### Bildung
Es gibt in Drochtersen eine Gesamtschule. Die Kooperative Gesamtschule Drochtersen („Elbmarschen-Schule“) vereint unter einem Dach die drei Schulzweige Hauptschule, Realschule und Gymnasium. Die Schüler des Gymnasiums können seit 2012 auch das Abitur auf der Elbmarschen-Schule absolvieren. Die Hauptschüler können den erweiterten Hauptschulabschluss erzielen.

### Verkehr
Drochtersen liegt an der Landesstraße 111 (auch Obstmarschenweg genannt) und der Bundesstraße 495. Wenn die Planungsverfahren für die Bundesautobahnen A 20 und A 26 abgeschlossen sind, wird in Drochtersen vermutlich ein Autobahndreieck für beide Autobahnen gebaut werden. In derselben Zeit soll ein Elbtunnel von Drochtersen nach Kollmar in Schleswig-Holstein gebaut werden, der Tunnel soll zur A 20 gehören.
Östlich des Ortes befindet sich seit 1978 das Ruthenstromsperrwerk zum Hochwasserschutz gegen die Elbe.
Die schmalspurige Kehdinger Kreisbahn, die seit 1899 Drochtersen mit Stade und Itzwörden (Oste) verband, wurde 1936 stillgelegt und demontiert. Einzelne Fahrzeuge wurden an die Sylter Inselbahn auf der Insel Sylt verkauft. Inzwischen wurden die Wagen dort ausrangiert.

## Söhne und Töchter der Gemeinde
- Johann Henrich von Seelen (1687–1762), Theologe und Pädagoge
- Marx (Max) Philipp Zeyhold (1704–1760), Organist und Komponist
- Hermann Hagenah (Bremervörde) (1833–1923), Mühlenbesitzer, Senator und Ehrenbürger in Bremervörde, in Drochtersen-Dornbusch aufgewachsen
- Erhard Eylmann (1860–1926), Ethnologe und Australienforscher
- Ludwig Alpers (1866–1959), Politiker (DHP), Mitglied des Reichstages (MdR)
- Heinrich Wilckens (1892–1956), Politiker (SPD)
- Fritz Umland (1922–1990), Chemiker
- Gerd Bahr (* 1933), Lehrer und niederdeutscher Autor
- Jürgen Beyer (* 1952), Brigadegeneral des Heeres (geboren in Krautsand)